# 티. 로우 프라이스
티. 로우 프라이스(T. Rowe Price) 또는 T. 로우 프라이스 그룹(T. Rowe Price Group, Inc.)은 개인, 기관 및 금융 중개인을 위한 자금, 하위 자문 서비스, 별도 계정 관리, 퇴직 계획 및 서비스를 제공하는 미국의 공개 소유 글로벌 투자 관리 회사이다. 이 회사는 2023년 기준으로 1조 5,100억 달러가 넘는 자산을 관리하고 연간 매출 64억 8000만 달러를 보유하고 있으며, 미국 최대 기업 포춘 1000대 기업 목록에서 537위에 올랐다. 메릴랜드주 볼티모어의 100 이스트 프랫 스트리트(East Pratt Street)에 본사를 두고 있으며 55개국의 고객에게 서비스를 제공하는 17개 국제 사무소에 7,868명의 직원을 두고 있다.
이 회사는 성장주 투자 철학을 발전시킨 것으로 가장 잘 알려진 토머스 로 프라이스에 의해 1937년에 설립되었다. 2019년 현재 당사는 패시브 투자의 주요 이니셔티브에 대해 전략적으로 결정한 후 액티브 경영에 집중하고 있다.
지속적으로 세계 최고의 자산 관리자 중 하나로 선정된 T. 로우 프라이스는 펜션스앤드인베스트먼츠(Pensions&Investments)가 선정한 자금 관리 부문에서 가장 일하기 좋은 직장 중 하나로 선정되었으며, 2020년 포춘이 선정한 가장 존경받는 기업 중 하나였다.